# Llista de topònims de Cornellà de Llobregat
Llista de topònims (noms propis de lloc) del municipi de Cornellà de Llobregat, al Baix Llobregat
Informació actualitzada per un bot. Els canvis manuals es perdran quan s'actualitzi!

## barri
| imatge | Nom             | Ubicat a              | instància de | Detalls            | coordenades                                          | Protecció | Commons (més fotos)                              | Dades a WD                    |
| ------ | --------------- | --------------------- | ------------ | ------------------ | ---------------------------------------------------- | --------- | ------------------------------------------------ | ----------------------------- |
|        | Barri Centre    | Cornellà de Llobregat | barri        | Superfície: 31.1ha | 41° 21′ 19″ N, 2° 04′ 12″ E / 41.355346°N,2.069984°E |           |                                                  | Modifica les dades a Wikidata |
|        | Fontsanta-Fatjó | Cornellà de Llobregat | barri        | Superfície: 19.1ha | 41° 21′ 37″ N, 2° 03′ 42″ E / 41.360173°N,2.061618°E |           | Barri de Fontsanta-Fatjó (Cornellà de Llobregat) | Modifica les dades a Wikidata |
|        | Riera           | Cornellà de Llobregat | barri        | Superfície: 23.6ha | 41° 21′ 02″ N, 2° 04′ 29″ E / 41.350681°N,2.074593°E |           | Barri de Riera                                   | Modifica les dades a Wikidata |
|        | el Pedró        | Cornellà de Llobregat | barri        |                    | 41° 21′ 51″ N, 2° 04′ 20″ E / 41.3642°N,2.07218°E    |           |                                                  | Modifica les dades a Wikidata |

## carrer
| imatge | Nom                                      | Ubicat a              | instància de | Detalls                                                            | coordenades                                                          | Protecció                                  | Commons (més fotos)                                  | Dades a WD                    |
| ------ | ---------------------------------------- | --------------------- | ------------ | ------------------------------------------------------------------ | -------------------------------------------------------------------- | ------------------------------------------ | ---------------------------------------------------- | ----------------------------- |
|        | Rambla Josep Anselm Clavé                | Cornellà de Llobregat | carrer       | Anomenat per: Josep Anselm Clavé i Camps                           | 41° 21′ 17″ N, 2° 04′ 20″ E / 41.354705°N,2.072243°E                 |                                            | Rambla Josep Anselm Clavé                            | Modifica les dades a Wikidata |
|        | carrer Marquès de Cornellà               | Cornellà de Llobregat | carrer       |                                                                    | 41° 21′ 13″ N, 2° 04′ 03″ E / 41.353578°N,2.067598°E                 |                                            | Marquès de Cornellà street                           | Modifica les dades a Wikidata |
|        | carrer de Miquel de Roncalí i Destefanis | Cornellà de Llobregat | carrer       | Estil: arquitectura popular racionalisme arquitectònic Llarg: 432m | 41° 21′ 17″ N, 2° 04′ 09″ E / 41.354747°N,2.069115°E                 | bé integrant del patrimoni cultural català | Conjunt del carrer de Miquel de Roncalí i Destefanis | Modifica les dades a Wikidata |
|        | carrer de Vicenç Llivina                 | Cornellà de Llobregat | carrer       |                                                                    |                                                                      |                                            |                                                      | Modifica les dades a Wikidata |
|        | conjunt del carrer de l'Ametller         | Cornellà de Llobregat | carrer       | Estil: arquitectura modernista                                     | 41° 21′ 17″ N, 2° 04′ 10″ E / 41.3546°N,2.06949°E ca:carrer Ametller | bé integrant del patrimoni cultural català | Conjunt del carrer Ametller de la Llet               | Modifica les dades a Wikidata |
|        | conjunt del carrer Angulo                | Cornellà de Llobregat | carrer       | Estil: arquitectura popular                                        | 41° 21′ 31″ N, 2° 05′ 45″ E / 41.358748°N,2.095719°E                 | bé integrant del patrimoni cultural català | Conjunt del carrer Angulo                            | Modifica les dades a Wikidata |
|        | conjunt del carrer Rubió i Ors           | Cornellà de Llobregat | carrer       | Estil: arquitectura modernista Anomenat per: Joaquim Rubió i Ors   | 41° 21′ 13″ N, 2° 04′ 07″ E / 41.353605555556°N,2.0687166666667°E    | bé integrant del patrimoni cultural català | Rubió i Ors street                                   | Modifica les dades a Wikidata |

## casa
| imatge | Nom                                                          | Ubicat a              | instància de | Detalls                                                                     | coordenades                                                                                       | Protecció                                  | Commons (més fotos)                       | Dades a WD                    |
| ------ | ------------------------------------------------------------ | --------------------- | ------------ | --------------------------------------------------------------------------- | ------------------------------------------------------------------------------------------------- | ------------------------------------------ | ----------------------------------------- | ----------------------------- |
|        | Can Cuixart                                                  | Cornellà de Llobregat | casa         | Estil: arquitectura modernista                                              | 41° 21′ 17″ N, 2° 04′ 19″ E / 41.35475°N,2.071943°E ca:Rambla Anselm Clavé, 18                    | bé cultural d'interès local                | Can Cuxart                                | Modifica les dades a Wikidata |
|        | Can Peixo                                                    | Cornellà de Llobregat | casa         | Estil: arquitectura popular Estat: enderrocat o destruït Superfície: 8100m² | 41° 20′ 52″ N, 2° 05′ 20″ E / 41.34783°N,2.08895°E ca:avinguda de Sant Ferran, s/n (desapareguda) | bé integrant del patrimoni cultural català | Can Peixo (Cornellà de Llobregat)         | Modifica les dades a Wikidata |
|        | Habitatge al carrer Mossèn Cinto Verdaguer - Menéndez Pelayo | Cornellà de Llobregat | casa         | Estil: arquitectura popular Estat: enderrocat o destruït                    |                                                                                                   | bé integrant del patrimoni cultural català |                                           | Modifica les dades a Wikidata |
|        | Habitatges carrer Rubió i Ors, 75-79                         | Cornellà de Llobregat | casa         | Estil: arquitectura popular Estat: enderrocat o destruït                    | 41° 21′ 12″ N, 2° 04′ 09″ E / 41.353409°N,2.069111°E                                              | bé integrant del patrimoni cultural català |                                           | Modifica les dades a Wikidata |
|        | Torre Gelabert                                               | Cornellà de Llobregat | casa         | Estil: noucentisme 1920                                                     | 41° 21′ 18″ N, 2° 04′ 11″ E / 41.355116°N,2.069628°E ca:Plaça dels Enamorats, 8                   | bé integrant del patrimoni cultural català | Torre Gelabert                            | Modifica les dades a Wikidata |
|        | casa al carrer Rubió i Ors, 24                               | Cornellà de Llobregat | casa         | Estil: arquitectura modernista 20th century                                 | 41° 21′ 19″ N, 2° 04′ 00″ E / 41.355397°N,2.06671°E ca:Carrer Rubió i Ors, 24 10 msnm             | bé integrant del patrimoni cultural català | Fàbrica de gasoses i sifons de Ramon Mulá | Modifica les dades a Wikidata |
|        | cases del Castell                                            | Cornellà de Llobregat | casa         | Estil: arquitectura popular                                                 | 41° 21′ 16″ N, 2° 04′ 46″ E / 41.354366°N,2.079513°E                                              | bé integrant del patrimoni cultural català | Cases del Castell                         | Modifica les dades a Wikidata |
|        | fusteria Cornellà                                            | Cornellà de Llobregat | casa         | Estil: noucentisme                                                          | 41° 21′ 11″ N, 2° 04′ 11″ E / 41.353178°N,2.069592°E ca:C. Rubió i Ors, 91 10 msnm                | bé integrant del patrimoni cultural català | Fusteria Cornellà                         | Modifica les dades a Wikidata |
|        | habitatge a la plaça dels Enamorats                          | Cornellà de Llobregat | casa         | Estil: noucentisme                                                          | 41° 21′ 19″ N, 2° 04′ 11″ E / 41.355396°N,2.069704°E                                              | bé integrant del patrimoni cultural català | Habitatge a la plaça dels Enamorats       | Modifica les dades a Wikidata |
|        | habitatge al carrer Marquès de Cornellà, 20                  | Cornellà de Llobregat | casa         | Estil: noucentisme                                                          | 41° 21′ 18″ N, 2° 03′ 59″ E / 41.354957°N,2.066374°E carrer Marquès de Cornellà                   | bé integrant del patrimoni cultural català | Marquès de Cornellà 20                    | Modifica les dades a Wikidata |
|        | habitatge al carrer Marquès de Cornellà, 70                  | Cornellà de Llobregat | casa         | Estil: arquitectura popular                                                 | 41° 21′ 13″ N, 2° 04′ 03″ E / 41.353578°N,2.067598°E carrer Marquès de Cornellà                   | bé integrant del patrimoni cultural català | Marquès de Cornellà 70                    | Modifica les dades a Wikidata |
|        | habitatge al carrer Rubió i Ors, 198                         | Cornellà de Llobregat | casa         | Estil: arquitectura modernista                                              | 41° 21′ 09″ N, 2° 04′ 17″ E / 41.35251°N,2.071391°E ca:Carrer Rubió i Ors, 198                    | bé integrant del patrimoni cultural català | Rubió i Ors 198                           | Modifica les dades a Wikidata |
|        | habitatge al carrer Rubió i Ors, 37                          | Cornellà de Llobregat | casa         | Estil: noucentisme 20th century                                             | 41° 21′ 17″ N, 2° 04′ 04″ E / 41.354605°N,2.067764°E ca:C. Rubió i Ors, 37 10 msnm                | bé integrant del patrimoni cultural català | Rubió i Ors 37                            | Modifica les dades a Wikidata |
|        | habitatge al carrer Rubió i Ors, 45                          | Cornellà de Llobregat | casa         | Estil: noucentisme 20th century                                             | 41° 21′ 16″ N, 2° 04′ 05″ E / 41.354473°N,2.067923°E ca:C. Rubió i Ors, 45 10 msnm                | bé integrant del patrimoni cultural català | Rubió i Ors 45                            | Modifica les dades a Wikidata |
|        | habitatge al carrer de la Llet, 29                           | Cornellà de Llobregat | casa         | Estil: arquitectura modernista 1900                                         | 41° 21′ 17″ N, 2° 04′ 11″ E / 41.354683°N,2.069826°E ca:Carrer de la Llet, 29                     | bé integrant del patrimoni cultural català | Ametller de la Llet 29                    | Modifica les dades a Wikidata |
|        | habitatge al carrer de la Llet, 31-33-41                     | Cornellà de Llobregat | casa         | Estil: arquitectura modernista                                              | 41° 21′ 16″ N, 2° 04′ 10″ E / 41.354477°N,2.069395°E ca:Carrer de la Llet, 31-33-41               | bé integrant del patrimoni cultural català | Ametller de la Llet 31-33-41              | Modifica les dades a Wikidata |
|        | habitatges al carrer Marquès de Cornellà, 48-54              | Cornellà de Llobregat | casa         | Estil: noucentisme 20th century                                             | 41° 21′ 15″ N, 2° 04′ 01″ E / 41.354235°N,2.067003°E ca:C. Marquès de Cornellà, 48-54 10 msnm     | bé integrant del patrimoni cultural català | Marquès de Cornellà 48-54                 | Modifica les dades a Wikidata |

## conjunt urbà
| imatge | Nom                                 | Ubicat a              | instància de | Detalls                       | coordenades                                                                                       | Protecció | Commons (més fotos) | Dades a WD                    |
| ------ | ----------------------------------- | --------------------- | ------------ | ----------------------------- | ------------------------------------------------------------------------------------------------- | --------- | ------------------- | ----------------------------- |
|        | cases al carrer Marquès de Cornellà | Cornellà de Llobregat | conjunt urbà | Estil: arquitectura eclèctica | 41° 21′ 17″ N, 2° 04′ 00″ E / 41.354766845703125°N,2.0666379928588867°E ca:Marquès de Cornellà    |           |                     | Modifica les dades a Wikidata |
|        | cases del carrer Teodor Llorente    | Cornellà de Llobregat | conjunt urbà | Estil: noucentisme            | 41° 21′ 50″ N, 2° 03′ 42″ E / 41.363990783691406°N,2.0616660118103027°E ca:Teodor Llorente, 14-26 |           |                     | Modifica les dades a Wikidata |

## edifici
| imatge | Nom                                                              | Ubicat a              | instància de                | Detalls                                                                                        | coordenades                                                                                          | Protecció                                  | Commons (més fotos)                                            | Dades a WD                    |
| ------ | ---------------------------------------------------------------- | --------------------- | --------------------------- | ---------------------------------------------------------------------------------------------- | --- | ------------------------------------------ | -------------------------------------------------------------- | ----------------------------- |
|        | Cal Riu                                                          | Cornellà de Llobregat | edifici                     | Estil: noucentisme                                                                             | 41° 21′ 05″ N, 2° 04′ 13″ E / 41.35142°N,2.07037°E                                                   | bé integrant del patrimoni cultural català | Cal Riu                                                        | Modifica les dades a Wikidata |
|        | Casa Rovira                                                      | Cornellà de Llobregat | edifici                     | Estil: arquitectura modernista 1912                                                            | 41° 21′ 20″ N, 2° 04′ 00″ E / 41.355518°N,2.06661°E ca:Carrer Rubió i Ors, 24                        |                                            |                                                                | Modifica les dades a Wikidata |
|        | Cases Isabel Puig Daga                                           | Cornellà de Llobregat | edifici                     | Estil: modernisme català                                                                       | 41° 21′ 14″ N, 2° 04′ 05″ E / 41.35402°N,2.06811°E                                                   | bé integrant del patrimoni cultural català | Cases Isabel Puig Daga                                         | Modifica les dades a Wikidata |
|        | Cinema Titan                                                     | Cornellà de Llobregat | edifici                     | Estil: noucentisme                                                                             | 41° 21′ 09″ N, 2° 04′ 15″ E / 41.352534°N,2.070967°E ca:Rubió i Ors, 184                             | bé cultural d'interès local                | Cinema Titan                                                   | Modifica les dades a Wikidata |
|        | Delegació de Sanitat i Assistència Social Ajuntament de Cornellà | Cornellà de Llobregat | edifici                     | Estil: noucentisme                                                                             | 41° 21′ 17″ N, 2° 04′ 11″ E / 41.354804°N,2.069634°E ca:Ametller, 12                                 | bé integrant del patrimoni cultural català | Delegació de Sanitat (Cornellà de Llobregat)                   | Modifica les dades a Wikidata |
|        | Escola Can Gaya                                                  | Cornellà de Llobregat | edifici                     | Estil: arquitectura eclèctica                                                                  | 41° 21′ 14″ N, 2° 04′ 09″ E / 41.353827°N,2.069114°E ca:Rubió i Ors, 65                              | bé integrant del patrimoni cultural català | Escola Can Gaya                                                | Modifica les dades a Wikidata |
|        | Fàbrica Norvic                                                   | Cornellà de Llobregat | edifici                     | Estil: arquitectura modernista                                                                 | 41° 21′ 13″ N, 2° 04′ 07″ E / 41.353694°N,2.068493°E ca:Carrer Rubió i Ors, 106                      | bé integrant del patrimoni cultural català | Fàbrica Norvic                                                 | Modifica les dades a Wikidata |
|        | Habitatge al carrer Martí i Julià - carrer Ramon Campoamor       | Cornellà de Llobregat | edifici                     | Estil: noucentisme                                                                             | | bé integrant del patrimoni cultural català |                                                                | Modifica les dades a Wikidata |
|        | Institut Municipal d'Educació                                    | Cornellà de Llobregat | edifici                     | Estil: noucentisme                                                                             | 41° 21′ 19″ N, 2° 04′ 10″ E / 41.355232°N,2.069523°E                                                 | bé integrant del patrimoni cultural català | Institut Municipal d'Educació (Cornellà de Llobregat)          | Modifica les dades a Wikidata |
|        | Institut Municipal d'Esports                                     | Cornellà de Llobregat | edifici                     | Estil: noucentisme                                                                             | 41° 21′ 17″ N, 2° 04′ 11″ E / 41.354845°N,2.069604°E                                                 | bé integrant del patrimoni cultural català |                                                                | Modifica les dades a Wikidata |
|        | Mobles Masip                                                     | Cornellà de Llobregat | edifici                     | Estil: arquitectura modernista 1900s                                                           | 41° 21′ 11″ N, 2° 04′ 16″ E / 41.353166°N,2.071056°E ca:carrer Menéndez Pelayo, 10                   | bé cultural d'interès local                | Can Masip (Cornellà de Llobregat)                              | Modifica les dades a Wikidata |
|        | antiga rectoria                                                  | Cornellà de Llobregat | edifici                     |                                                                                                | 41° 21′ 21″ N, 2° 04′ 11″ E / 41.355817°N,2.069727°E ca:Passatge Mossèn Rafanell                     | bé cultural d'interès local                | Antiga rectoria (Cornellà de Llobregat)                        | Modifica les dades a Wikidata |
|        | casa al carrer de l'Ametller 26                                  | Cornellà de Llobregat | edifici                     | Estil: noucentisme                                                                             | 41° 21′ 16″ N, 2° 04′ 09″ E / 41.35442°N,2.06912°E                                                   | bé integrant del patrimoni cultural català |                                                                | Modifica les dades a Wikidata |
|        | central de bombeig d'Aigües de Barcelona                         | Cornellà de Llobregat | edifici                     | Arquitecte: Josep Amargós i Samaranch Estil: modernisme català 1909 Superfície: 106228 13820m² | 41° 21′ 23″ N, 2° 03′ 52″ E / 41.356284°N,2.064577°E ca:Carretera de Sant Boi, 4-6                   | bé cultural d'interès local                | Societat General d'Aigües de Barcelona (Cornellà de Llobregat) | Modifica les dades a Wikidata |
|        | concessionari Pirelli                                            | Cornellà de Llobregat | edifici                     | Estil: noucentisme                                                                             | 41° 21′ 10″ N, 2° 04′ 18″ E / 41.352656°N,2.071769°E ca:Rubió i Ors, 149                             | bé integrant del patrimoni cultural català | Concessionari Pirelli (Cornellà de Llobregat)                  | Modifica les dades a Wikidata |
|        | edifici d'habitatges de la Rambla de Josep Anselm Clavé 16       | Cornellà de Llobregat | edifici edifici residencial | Estil: noucentisme                                                                             | 41° 21′ 18″ N, 2° 04′ 18″ E / 41.35491°N,2.0718°E                                                    | bé integrant del patrimoni cultural català |                                                                | Modifica les dades a Wikidata |
|        | edifici d'habitatges de la Rambla de Josep Anselm Clavé 20       | Cornellà de Llobregat | edifici edifici residencial | Estil: noucentisme                                                                             | 41° 21′ 18″ N, 2° 04′ 20″ E / 41.35507°N,2.07217°E                                                   | bé integrant del patrimoni cultural català |                                                                | Modifica les dades a Wikidata |
|        | edifici d'habitatges de la Rambla de Josep Anselm Clavé 6        | Cornellà de Llobregat | edifici edifici residencial | Estil: noucentisme                                                                             | 41° 21′ 16″ N, 2° 04′ 16″ E / 41.35458°N,2.07106°E                                                   | bé integrant del patrimoni cultural català |                                                                | Modifica les dades a Wikidata |
|        | edificis al carrer Rubió i Ors, 24-26, 78 i 92-94                | Cornellà de Llobregat | edifici                     | Estil: arquitectura modernista 19th century                                                    | 41° 21′ 14″ N, 2° 04′ 05″ E / 41.353999°N,2.068131°E ca:Carrer Rubió i Ors, 24-26, 78, 92-94 10 msnm | bé integrant del patrimoni cultural català | Rubió i Ors 24-26,78, 92-94                                    | Modifica les dades a Wikidata |
|        | masoveria de Can Mercader                                        | Cornellà de Llobregat | edifici                     | Estil: arquitectura eclèctica                                                                  | 41° 21′ 25″ N, 2° 05′ 04″ E / 41.357075°N,2.084581°E ca:Crtra. de l'Hospitalet                       | bé integrant del patrimoni cultural català | Masoveria de Can Mercader (Cornellà de Llobregat)              | Modifica les dades a Wikidata |
|        | porteria de la Fàbrica Bagaria                                   | Cornellà de Llobregat | edifici                     | Estil: modernisme català                                                                       | 41° 22′ 00″ N, 2° 04′ 37″ E / 41.36656°N,2.07708°E                                                   | bé integrant del patrimoni cultural català | Porteria de la Fàbrica Bagaria                                 | Modifica les dades a Wikidata |

## edifici administratiu
| imatge | Nom                             | Ubicat a              | instància de          | Detalls | coordenades                                                                                | Protecció | Commons (més fotos) | Dades a WD                    |
| ------ | ------------------------------- | --------------------- | --------------------- | ------- | ------------------------------------------------------------------------------------------ | --------- | ------------------- | ----------------------------- |
|        | Wtc Almeda Park. Edifici 1      | Cornellà de Llobregat | edifici administratiu |         | 41° 21′ 01″ N, 2° 05′ 12″ E / 41.35032272338867°N,2.086625099182129°E ca:Plaça de la Pau   |           |                     | Modifica les dades a Wikidata |
|        | Wtc Almeda Park. Edifici 2      | Cornellà de Llobregat | edifici administratiu |         | 41° 21′ 03″ N, 2° 05′ 09″ E / 41.35079574584961°N,2.085926055908203°E ca:Plaça de la Pau   |           |                     | Modifica les dades a Wikidata |
|        | Wtc Almeda Park. Edifici 3      | Cornellà de Llobregat | edifici administratiu |         | 41° 21′ 05″ N, 2° 05′ 08″ E / 41.35136795043945°N,2.085599899291992°E ca:Plaça de la Pau   |           |                     | Modifica les dades a Wikidata |
|        | Wtc Almeda Park. Edifici 4      | Cornellà de Llobregat | edifici administratiu |         | 41° 21′ 04″ N, 2° 05′ 04″ E / 41.35112762451172°N,2.084494113922119°E ca:Plaça de la Pau   |           |                     | Modifica les dades a Wikidata |
|        | Wtc Almeda Park. Edifici 7      | Cornellà de Llobregat | edifici administratiu |         | 41° 20′ 58″ N, 2° 05′ 05″ E / 41.34951400756836°N,2.0848228931427°E ca:Plaça de la Pau, 7  |           |                     | Modifica les dades a Wikidata |
|        | Wtc Almeda Park. Edificis 6 i 8 | Cornellà de Llobregat | edifici administratiu |         | 41° 21′ 00″ N, 2° 05′ 04″ E / 41.34998321533203°N,2.0843288898468018°E ca:Plaça de la Pau  |           |                     | Modifica les dades a Wikidata |
|        | edifici de l'Agència Tributària | Cornellà de Llobregat | edifici administratiu |         | 41° 21′ 22″ N, 2° 04′ 23″ E / 41.35605239868164°N,2.073184013366699°E ca:Vicenç Llivina, 1 |           |                     | Modifica les dades a Wikidata |

## edifici escolar
| imatge | Nom                | Ubicat a              | instància de    | Detalls | coordenades                                                                                         | Protecció | Commons (més fotos) | Dades a WD                    |
| ------ | ------------------ | --------------------- | --------------- | ------- | --------------------------------------------------------------------------------------------------- | --------- | ------------------- | ----------------------------- |
|        | Escola Martinet    | Cornellà de Llobregat | edifici escolar |         | 41° 21′ 18″ N, 2° 05′ 29″ E / 41.35489273071289°N,2.091275930404663°E ca:Martinet, 1                |           |                     | Modifica les dades a Wikidata |
|        | Institut Joan Miró | Cornellà de Llobregat | edifici escolar |         | 41° 20′ 57″ N, 2° 04′ 15″ E / 41.349029541015625°N,2.070827007293701°E ca:Verge de Monserrat, 51-53 |           |                     | Modifica les dades a Wikidata |

## edifici industrial
| imatge | Nom                       | Ubicat a              | instància de       | Detalls                                                                                                  | coordenades                                                                                      | Protecció                                  | Commons (més fotos)     | Dades a WD                    |
| ------ | ------------------------- | --------------------- | ------------------ | --- | ------------------------------------------------------------------------------------------------ | ------------------------------------------ | ----------------------- | ----------------------------- |
|        | Destil·leria Joan Estrada | Cornellà de Llobregat | edifici industrial | Arquitecte: Modest Feu i Estrada Estil: arquitectura eclèctica 19th century Estat: enderrocat o destruït | ca:Ctra. Esplugues, Can Fatjó (desapareguda)                                                     | bé integrant del patrimoni cultural català | Destileria Juan Estrada | Modifica les dades a Wikidata |
|        | Fàbrica Bagaria           | Cornellà de Llobregat | edifici industrial | Arquitecte: Modest Feu i Estrada Estil: arquitectura modernista 1920                                     | 41° 21′ 59″ N, 2° 04′ 36″ E / 41.366285°N,2.0766788888889°E ca:Ctra. Esplugues, 169              | bé cultural d'interès local                | Fàbrica Bagaria         | Modifica les dades a Wikidata |
|        | Fàbrica Suris             | Cornellà de Llobregat | edifici industrial | Estil: arquitectura modernista                                                                           | 41° 21′ 35″ N, 2° 03′ 42″ E / 41.359831°N,2.061736°E ca:Crtra. Sant Joan Despí / Soler i Cortada | bé cultural d'interès local                | Fàbrica Suris           | Modifica les dades a Wikidata |
|        | Fàbriques de Can Rosés    | Cornellà de Llobregat | edifici industrial | | 41° 21′ 17″ N, 2° 04′ 37″ E / 41.35466384887695°N,2.07686710357666°E ca:Víctor Pradera, 17       |                                            |                         | Modifica les dades a Wikidata |

## edifici públic
| imatge | Nom                                    | Ubicat a              | instància de   | Detalls | coordenades | Protecció | Commons (més fotos) | Dades a WD                    |
| ------ | -------------------------------------- | --------------------- | -------------- | ------- | --- | --------- | ------------------- | ----------------------------- |
|        | Biblioteca Almeda                      | Cornellà de Llobregat | edifici públic |         | 41° 21′ 12″ N, 2° 05′ 08″ E / 41.35328674316406°N,2.0855929851531982°E ca:Pg. dels Ferrocarrils Catalans, 170-176       |           |                     | Modifica les dades a Wikidata |
|        | Biblioteca Central i CAP de Can Moritz | Cornellà de Llobregat | edifici públic |         | 41° 21′ 40″ N, 2° 04′ 41″ E / 41.36109161376953°N,2.07818603515625°E ca:Mossèn Andreu, 15                               |           |                     | Modifica les dades a Wikidata |
|        | CAP Sant Ildefons                      | Cornellà de Llobregat | edifici públic |         | 41° 21′ 47″ N, 2° 05′ 04″ E / 41.362937927246094°N,2.084359884262085°E ca:Av. República Argentina / Plaça Sant Ildefons |           |                     | Modifica les dades a Wikidata |
|        | Centre Residencial Blau Almeda         | Cornellà de Llobregat | edifici públic |         | 41° 21′ 23″ N, 2° 05′ 12″ E / 41.35627746582031°N,2.0866689682006836°E ca:Crtra. de l'Hospitalet, 236                   |           |                     | Modifica les dades a Wikidata |
|        | Teatre - Auditori                      | Cornellà de Llobregat | edifici públic |         | 41° 20′ 58″ N, 2° 04′ 55″ E / 41.349456787109375°N,2.0819180011749268°E ca:Albert Einstein, 51                          |           |                     | Modifica les dades a Wikidata |

## entitat singular de població
| imatge | Nom                   | Ubicat a              | instància de                                                                   | Detalls   | coordenades                                                      | Protecció | Commons (més fotos) | Dades a WD                    |
| ------ | --------------------- | --------------------- | ------------------------------------------------------------------------------ | --------- | ---------------------------------------------------------------- | --------- | ------------------- | ----------------------------- |
|        | Almeda i Can Mercader | Cornellà de Llobregat | entitat singular de població                                                   | 5576 hab  | 41° 21′ 08″ N, 2° 05′ 14″ E / 41.35227282°N,2.08720014°E 61 msnm |           |                     | Modifica les dades a Wikidata |
|        | Barri Femades         | Cornellà de Llobregat | entitat singular de població barri                                             | 1268 hab  | 41° 21′ 28″ N, 2° 05′ 41″ E / 41.357838°N,2.09477°E 8 msnm       |           |                     | Modifica les dades a Wikidata |
|        | Can Fatjó             | Cornellà de Llobregat | entitat singular de població                                                   | 4413 hab  | 41° 21′ 37″ N, 2° 03′ 42″ E / 41.360173°N,2.061618°E 11 msnm     |           |                     | Modifica les dades a Wikidata |
|        | Cornellà de Llobregat | Cornellà de Llobregat | entitat singular de població capital municipal ens local històric de Catalunya | 77659 hab | 41° 21′ 00″ N, 2° 05′ 00″ E / 41.35°N,2.08333°E 27 msnm          |           |                     | Modifica les dades a Wikidata |
|        | la Fontsanta          | Cornellà de Llobregat | entitat singular de població                                                   | 2280 hab  | 41° 20′ 53″ N, 2° 04′ 19″ E / 41.34791702°N,2.07187684°E 9 msnm  |           |                     | Modifica les dades a Wikidata |

## església
| imatge | Nom                                           | Ubicat a              | instància de | Detalls | coordenades                                                                             | Protecció                                  | Commons (més fotos)                             | Dades a WD                    |
| ------ | --------------------------------------------- | --------------------- | ------------ | ------- | --------------------------------------------------------------------------------------- | ------------------------------------------ | ----------------------------------------------- | ----------------------------- |
|        | Sant Ildefons                                 | Cornellà de Llobregat | església     |         | 41° 21′ 54″ N, 2° 05′ 03″ E / 41.3649155323863°N,2.084179025799°E                       |                                            |                                                 | Modifica les dades a Wikidata |
|        | Sant Jaume                                    | Cornellà de Llobregat | església     |         | 41° 21′ 20″ N, 2° 05′ 11″ E / 41.355608°N,2.086422°E ca:Dolors Almeda i Roig, 1         |                                            |                                                 | Modifica les dades a Wikidata |
|        | Sant Miquel Arcàngel de Cornellà de Llobregat | Cornellà de Llobregat | església     |         | 41° 21′ 53″ N, 2° 04′ 30″ E / 41.36475°N,2.0749444444444°E                              |                                            | Sant Miquel Arcàngel de Cornellà de Llobregat   | Modifica les dades a Wikidata |
|        | església de Santa Maria                       | Cornellà de Llobregat | església     |         | 41° 21′ 20″ N, 2° 04′ 11″ E / 41.35555556°N,2.06978889°E ca:Plaça de l'Església 26 msnm | bé integrant del patrimoni cultural català | Església de Santa Maria (Cornellà de Llobregat) | Modifica les dades a Wikidata |

## estació de ferrocarril
| imatge | Nom                        | Ubicat a              | instància de                                                  | Detalls                                                           | coordenades                                                                       | Protecció                   | Commons (més fotos)    | Dades a WD                    |
| ------ | -------------------------- | --------------------- | ------------------------------------------------------------- | ----------------------------------------------------------------- | --------------------------------------------------------------------------------- | --------------------------- | ---------------------- | ----------------------------- |
|        | Estació de Cornellà Centre | Cornellà de Llobregat | estació de ferrocarril estació en superfície estació d'S-Bahn | Estil: arquitectura eclèctica Anomenat per: Cornellà de Llobregat | 41° 21′ 27″ N, 2° 04′ 14″ E / 41.3575°N,2.070527777777778°E ca:plaça de l'Estació | bé cultural d'interès local | Cornellà train station | Modifica les dades a Wikidata |
|        | Sant Ildefons              | Cornellà de Llobregat | estació de ferrocarril                                        |                                                                   | 41° 21′ 34″ N, 2° 05′ 06″ E / 41.35947222222222°N,2.084888888888889°E             |                             |                        | Modifica les dades a Wikidata |

## estació de metro
| imatge | Nom                      | Ubicat a              | instància de                       | Detalls                          | coordenades                                                       | Protecció | Commons (més fotos)        | Dades a WD                    |
| ------ | ------------------------ | --------------------- | ---------------------------------- | -------------------------------- | ----------------------------------------------------------------- | --------- | -------------------------- | ----------------------------- |
|        | Estació d'Almeda         | Cornellà de Llobregat | estació de metro estació soterrada | 1985 Anomenat per: Almeda        | 41° 21′ 11″ N, 2° 05′ 07″ E / 41.353056°N,2.085278°E              |           | Almeda metrostation        | Modifica les dades a Wikidata |
|        | Estació de Gavarra       | Cornellà de Llobregat | estació de metro estació soterrada | Anomenat per: la Gavarra         | 41° 21′ 25″ N, 2° 04′ 48″ E / 41.357°N,2.08°E                     |           | Gavarra metrostation       | Modifica les dades a Wikidata |
|        | Estació de Sant Ildefons | Cornellà de Llobregat | estació de metro estació soterrada | 1976 Anomenat per: Sant Ildefons | 41° 21′ 48″ N, 2° 05′ 03″ E / 41.36333333°N,2.08416667°E          |           | Sant Ildefons metrostation | Modifica les dades a Wikidata |
|        | Metro de Cornellà Centre | Cornellà de Llobregat | estació de metro estació final     |                                  | 41° 21′ 26″ N, 2° 04′ 14″ E / 41.357222222222°N,2.0705555555556°E |           | Cornellà train station     | Modifica les dades a Wikidata |

## instal·lació esportiva
| imatge | Nom                                           | Ubicat a              | instància de                          | Detalls    | coordenades                                                                               | Protecció | Commons (més fotos) | Dades a WD                    |
| ------ | --------------------------------------------- | --------------------- | ------------------------------------- | ---------- | ----------------------------------------------------------------------------------------- | --------- | ------------------- | ----------------------------- |
|        | Nou Estadi Municipal de Cornellà de Llobregat | Cornellà de Llobregat | instal·lació esportiva                |            | 41° 20′ 52″ N, 2° 04′ 25″ E / 41.347894°N,2.073559°E                                      |           |                     | Modifica les dades a Wikidata |
|        | Parc Esportiu Llobregat                       | Cornellà de Llobregat | instal·lació esportiva edifici públic | 2006-01-09 | 41° 20′ 55″ N, 2° 04′ 20″ E / 41.3486213684082°N,2.07229995727539°E ca:Baix Llobregat s/n |           |                     | Modifica les dades a Wikidata |

## masia
| imatge | Nom            | Ubicat a              | instància de | Detalls                                             | coordenades                                                                                      | Protecció                                  | Commons (més fotos)                    | Dades a WD                    |
| ------ | -------------- | --------------------- | ------------ | --------------------------------------------------- | ------------------------------------------------------------------------------------------------ | ------------------------------------------ | -------------------------------------- | ----------------------------- |
|        | Cal Bonastre   | Cornellà de Llobregat | masia        |                                                     | 41° 21′ 11″ N, 2° 04′ 38″ E / 41.3529509513818°N,2.07709055504631°E                              |                                            |                                        | Modifica les dades a Wikidata |
|        | Cal Ceguet     | Cornellà de Llobregat | masia        |                                                     | 41° 21′ 18″ N, 2° 05′ 46″ E / 41.3548675533477°N,2.09613097684076°E                              |                                            |                                        | Modifica les dades a Wikidata |
|        | Cal Vidrier    | Cornellà de Llobregat | masia        |                                                     | 41° 21′ 25″ N, 2° 05′ 21″ E / 41.3568848685692°N,2.08922899112967°E                              |                                            |                                        | Modifica les dades a Wikidata |
|        | Can Batllori   | Cornellà de Llobregat | masia        |                                                     | 41° 21′ 18″ N, 2° 05′ 40″ E / 41.3550169855559°N,2.09451504208442°E                              |                                            |                                        | Modifica les dades a Wikidata |
|        | Can Campreciós | Cornellà de Llobregat | masia        | Estil: arquitectura popular                         | 41° 21′ 51″ N, 2° 03′ 39″ E / 41.364284°N,2.060873°E                                             | bé integrant del patrimoni cultural català | Can Campreciós (Cornellà de Llobregat) | Modifica les dades a Wikidata |
|        | Can Famades    | Cornellà de Llobregat | masia        | Estil: arquitectura popular                         | 41° 21′ 32″ N, 2° 05′ 44″ E / 41.358883°N,2.095543°E ca:Passeig de la Campsa, 1 (plaça Remunta)  | bé cultural d'interès local                | Can Famades                            | Modifica les dades a Wikidata |
|        | Can Girald     | Cornellà de Llobregat | masia        |                                                     | 41° 21′ 26″ N, 2° 05′ 36″ E / 41.3571865940338°N,2.09321774429189°E                              |                                            |                                        | Modifica les dades a Wikidata |
|        | Can Manso      | Cornellà de Llobregat | masia        | Estil: arquitectura popular                         | 41° 20′ 49″ N, 2° 05′ 22″ E / 41.346974°N,2.089407°E ca:Crtra. del Mig, barri Almeda             | bé cultural d'interès local                | Can Manso                              | Modifica les dades a Wikidata |
|        | Can Maragall   | Cornellà de Llobregat | masia        | Estil: arquitectura popular 1276                    | 41° 21′ 22″ N, 2° 04′ 16″ E / 41.356055°N,2.071179°E ca:Carretera d'Esplugues, 45                | bé cultural d'interès local                | Casa Maragall                          | Modifica les dades a Wikidata |
|        | Can Risuenyo   | Cornellà de Llobregat | masia        | Estil: arquitectura popular                         | 41° 21′ 22″ N, 2° 04′ 06″ E / 41.356068°N,2.068455°E ca:Pius XII, 14                             | bé cultural d'interès local                | Can Rissuenyo                          | Modifica les dades a Wikidata |
|        | Can Tirel      | Cornellà de Llobregat | masia        | Estil: Inquérito à Arquitectura Popular em Portugal | 41° 21′ 39″ N, 2° 03′ 59″ E / 41.360899°N,2.066304°E ca:Camí de la Destraleta                    | bé cultural d'interès local                | Can Tirel                              | Modifica les dades a Wikidata |
|        | Can Trabal     | Cornellà de Llobregat | masia        | Estil: arquitectura popular                         | 41° 21′ 26″ N, 2° 04′ 04″ E / 41.357176°N,2.067803°E ca:Crtra. Esplugues / Camí de la Destraleta | bé cultural d'interès local                | Can Trabal                             | Modifica les dades a Wikidata |
|        | Can Vallhonrat | Cornellà de Llobregat | masia        | Estil: arquitectura popular                         | 41° 21′ 18″ N, 2° 04′ 14″ E / 41.355056°N,2.070582°E ca:Jacint Verdaguer, 1                      | bé cultural d'interès local                | Can Vallhonrat                         | Modifica les dades a Wikidata |
|        | Casa Juvé      | Cornellà de Llobregat | masia        | Estil: noucentisme                                  | 41° 21′ 05″ N, 2° 04′ 14″ E / 41.3513841771228°N,2.07044240902577°E ca:Verge de Montserrat, 22   |                                            | Casa Juvé                              | Modifica les dades a Wikidata |
|        | Mas Llobet     | Cornellà de Llobregat | masia        |                                                     | 41° 21′ 18″ N, 2° 03′ 33″ E / 41.3549143548454°N,2.05926250593926°E                              |                                            |                                        | Modifica les dades a Wikidata |
|        | la Cadena      | Cornellà de Llobregat | masia        |                                                     | 41° 20′ 58″ N, 2° 04′ 33″ E / 41.3493191089231°N,2.0757432881079°E                               |                                            |                                        | Modifica les dades a Wikidata |

## mercat cobert
| imatge | Nom                                    | Ubicat a              | instància de          | Detalls            | coordenades                                                                              | Protecció                                  | Commons (més fotos)                  | Dades a WD                    |
| ------ | -------------------------------------- | --------------------- | --------------------- | ------------------ | ---------------------------------------------------------------------------------------- | ------------------------------------------ | ------------------------------------ | ----------------------------- |
|        | Mercat Centre de Cornellà de Llobregat | Barri Centre          | mercat cobert edifici |                    | 41° 21′ 11″ N, 2° 04′ 17″ E / 41.353151°N,2.071526°E                                     | bé integrant del patrimoni cultural català | Mercat Centre, Cornellà de Llobregat | Modifica les dades a Wikidata |
|        | Mercat Marsans                         | Cornellà de Llobregat | mercat cobert edifici | Superfície: 600m²  | 41° 21′ 41″ N, 2° 04′ 30″ E / 41.361388888889°N,2.075°E ca:Plaça de Lluís Marsans i Peix |                                            | Mercat Marsans                       | Modifica les dades a Wikidata |
|        | Mercat de Sant Ildefons                | Sant Ildefons         | mercat cobert edifici | Superfície: 8000m² | 41° 21′ 44″ N, 2° 05′ 01″ E / 41.36224°N,2.083592°E ca:Avinguda de Sant Ildefons         |                                            | Mercat de Sant Ildefons              | Modifica les dades a Wikidata |

## monument
| imatge | Nom                        | Ubicat a              | instància de | Detalls                      | coordenades                                                                                              | Protecció | Commons (més fotos)   | Dades a WD                    |
| ------ | -------------------------- | --------------------- | ------------ | ---------------------------- | --- | --------- | --------------------- | ----------------------------- |
|        | Escultura Eclipsi          | Cornellà de Llobregat | monument     |                              | 41° 21′ 53″ N, 2° 04′ 35″ E / 41.36471176147461°N,2.0762879848480225°E ca:Plaça del Sol                  |           |                       | Modifica les dades a Wikidata |
|        | Escultura Papallona        | Cornellà de Llobregat | monument     |                              | 41° 21′ 44″ N, 2° 04′ 21″ E / 41.36233901977539°N,2.072361946105957°E ca:Plaça de Josep Tarradellas, s/n |           |                       | Modifica les dades a Wikidata |
|        | Escultura Pegàs            | Cornellà de Llobregat | monument     |                              | 41° 21′ 47″ N, 2° 05′ 00″ E / 41.36296844482422°N,2.0834250450134277°E ca:Plaça de Sant Ildefons         |           |                       | Modifica les dades a Wikidata |
|        | Escultura Porta del Temps  | Cornellà de Llobregat | monument     |                              | 41° 21′ 01″ N, 2° 05′ 07″ E / 41.35038375854492°N,2.085283041000366°E ca:Plaça de la Pau                 |           |                       | Modifica les dades a Wikidata |
|        | Escultura la Dona i el Món | Cornellà de Llobregat | monument     |                              | 41° 21′ 35″ N, 2° 04′ 45″ E / 41.3598518371582°N,2.0791990756988525°E ca:Plaça de Catalunya              |           |                       | Modifica les dades a Wikidata |
|        | Homenatge a Joan Miró      | Cornellà de Llobregat | monument     | Creador: Ricard Vaccaro 1993 | 41° 21′ 12″ N, 2° 05′ 20″ E / 41.353416666667°N,2.0887777777778°E ca:Carrer Ermita de Bellvitge, 65-67   |           | Homenatge a Joan Miró | Modifica les dades a Wikidata |

## mural
| imatge | Nom                                  | Ubicat a              | instància de | Detalls | coordenades | Protecció | Commons (més fotos) | Dades a WD                    |
| ------ | ------------------------------------ | --------------------- | ------------ | ------- | --- | --------- | ------------------- | ----------------------------- |
|        | Mural a L'entrada del Túnel del Tram | Cornellà de Llobregat | mural        |         | 41° 21′ 29″ N, 2° 04′ 13″ E / 41.358097076416016°N,2.070375919342041°E ca:Crtra. d'Esplugues, 42                        |           |                     | Modifica les dades a Wikidata |
|        | Mural de la Plaça Sant Ildefons      | Cornellà de Llobregat | mural        |         | 41° 21′ 47″ N, 2° 04′ 59″ E / 41.36311721801758°N,2.0831139087677°E ca:Plaça de Sant Ildefons                           |           |                     | Modifica les dades a Wikidata |
|        | Mural del Tram                       | Cornellà de Llobregat | mural        |         | 41° 21′ 27″ N, 2° 04′ 11″ E / 41.3574104309082°N,2.0697720050811768°E ca:Crtra d'Esplugues. Parada TRAM Cornellà-Centre |           |                     | Modifica les dades a Wikidata |
|        | Murals Comunitat                     | Cornellà de Llobregat | mural        |         | 41° 21′ 45″ N, 2° 05′ 04″ E / 41.36260986328125°N,2.08453106880188°E ca:Plaça de Sant Ildefons                          |           |                     | Modifica les dades a Wikidata |

## nucli de població
| imatge | Nom           | Ubicat a              | instància de            | Detalls             | coordenades                                          | Protecció | Commons (més fotos)                            | Dades a WD                    |
| ------ | ------------- | --------------------- | ----------------------- | ------------------- | ---------------------------------------------------- | --------- | ---------------------------------------------- | ----------------------------- |
|        | Almeda        | Cornellà de Llobregat | nucli de població       | Superfície: 120.5ha | 41° 21′ 09″ N, 2° 05′ 01″ E / 41.3525°N,2.08361111°E |           | Barri d'Almeda (Cornellà de Llobregat)         | Modifica les dades a Wikidata |
|        | Sant Ildefons | Cornellà de Llobregat | nucli de població barri | Superfície: 21.7ha  | 41° 21′ 53″ N, 2° 04′ 59″ E / 41.3646°N,2.08293°E    |           | Barri de Sant Ildefons (Cornellà de Llobregat) | Modifica les dades a Wikidata |
|        | la Gavarra    | Cornellà de Llobregat | nucli de població       | Superfície: 31.2ha  | 41° 21′ 37″ N, 2° 04′ 37″ E / 41.360405°N,2.076846°E |           |                                                | Modifica les dades a Wikidata |

## parada de tramvia
| imatge | Nom                        | Ubicat a              | instància de              | Detalls                                 | coordenades                                                       | Protecció | Commons (més fotos)    | Dades a WD                    |
| ------ | -------------------------- | --------------------- | ------------------------- | --------------------------------------- | ----------------------------------------------------------------- | --------- | ---------------------- | ----------------------------- |
|        | Estació d'Ignasi Iglésias  | Cornellà de Llobregat | parada de tramvia         |                                         | 41° 21′ 41″ N, 2° 04′ 22″ E / 41.361283333333°N,2.0726583333333°E |           |                        | Modifica les dades a Wikidata |
|        | Estació de Fontsanta-Fatjó | Cornellà de Llobregat | parada de tramvia         | Anomenat per: Fontsanta-Fatjó           | 41° 21′ 37″ N, 2° 03′ 44″ E / 41.360313888889°N,2.0622083333333°E |           |                        | Modifica les dades a Wikidata |
|        | Estació de les Aigües      | Cornellà de Llobregat | parada de tramvia         | Anomenat per: Museu Agbar de les Aigües | 41° 21′ 24″ N, 2° 03′ 58″ E / 41.356680555556°N,2.0660777777778°E |           |                        | Modifica les dades a Wikidata |
|        | Estació del Pedró          | Cornellà de Llobregat | parada de tramvia edifici | Anomenat per: el Pedró                  | 41° 21′ 55″ N, 2° 04′ 35″ E / 41.365225°N,2.0762638888889°E       |           |                        | Modifica les dades a Wikidata |
|        | Tram de Cornellà Centre    | Cornellà de Llobregat | parada de tramvia         |                                         | 41° 21′ 27″ N, 2° 04′ 13″ E / 41.35743°N,2.070139°E               |           | Cornellà train station | Modifica les dades a Wikidata |

## parc
| imatge | Nom                  | Ubicat a              | instància de | Detalls                | coordenades                                                                                          | Protecció                   | Commons (més fotos)          | Dades a WD                    |
| ------ | -------------------- | --------------------- | ------------ | ---------------------- | --- | --------------------------- | ---------------------------- | ----------------------------- |
|        | Parc de Can Mercader | Cornellà de Llobregat | parc         |                        | 41° 21′ 25″ N, 2° 05′ 08″ E / 41.356969°N,2.085471°E ca:Crtra. d'Hospitalet                          | bé cultural d'interès local | Parc de Can Mercader         | Modifica les dades a Wikidata |
|        | Parc de la Ribera    | Cornellà de Llobregat | parc         |                        | 41° 20′ 57″ N, 2° 04′ 38″ E / 41.34907608022812°N,2.077360153198242°E                                |                             |                              | Modifica les dades a Wikidata |
|        | Parc de les Aigües   | Cornellà de Llobregat | parc         |                        | 41° 21′ 29″ N, 2° 03′ 48″ E / 41.35818°N,2.06337°E                                                   |                             |                              | Modifica les dades a Wikidata |
|        | parc de la Infanta   | Cornellà de Llobregat | parc         | 1995 Superfície: 4.2ha | 41° 21′ 37″ N, 2° 03′ 49″ E / 41.360385°N,2.063688°E ca:Carretera de Sant Joan Despí, s/n 11.65 msnm |                             | Parc del Canal de la Infanta | Modifica les dades a Wikidata |

## polígon industrial
| imatge | Nom                         | Ubicat a              | instància de       | Detalls | coordenades                                                         | Protecció | Commons (més fotos) | Dades a WD                    |
| ------ | --------------------------- | --------------------- | ------------------ | ------- | ------------------------------------------------------------------- | --------- | ------------------- | ----------------------------- |
|        | Actuació industrial Femades | Cornellà de Llobregat | polígon industrial |         | 41° 21′ 24″ N, 2° 05′ 42″ E / 41.3566426779029°N,2.09506634392888°E |           |                     | Modifica les dades a Wikidata |
|        | Polígon Siemens             | Cornellà de Llobregat | polígon industrial |         | 41° 21′ 49″ N, 2° 04′ 01″ E / 41.3635069352696°N,2.06693414101003°E |           |                     | Modifica les dades a Wikidata |
|        | Polígon industrial Almeda   | Cornellà de Llobregat | polígon industrial |         | 41° 20′ 52″ N, 2° 05′ 19″ E / 41.3478804212444°N,2.08848190672217°E |           |                     | Modifica les dades a Wikidata |

## pont
| imatge | Nom              | Ubicat a                                    | instància de | Detalls                                        | coordenades                                                         | Protecció | Commons (més fotos) | Dades a WD                    |
| ------ | ---------------- | ------------------------------------------- | ------------ | ---------------------------------------------- | ------------------------------------------------------------------- | --------- | ------------------- | ----------------------------- |
|        | Pont de Sant Boi | Cornellà de Llobregat Sant Boi de Llobregat | pont         | Travessa: Llobregat Hi passa: C-245            | 41° 20′ 50″ N, 2° 03′ 06″ E / 41.3473387053836°N,2.05154225236525°E |           |                     | Modifica les dades a Wikidata |
|        | Pont del Burbena | Cornellà de Llobregat                       | pont         | Travessa: línia Barcelona-Vilafranca-Tarragona | 41° 21′ 24″ N, 2° 04′ 43″ E / 41.3566742782219°N,2.07861600068136°E |           |                     | Modifica les dades a Wikidata |

## Misc
| imatge | Nom                                        | Ubicat a | instància de                                      | Detalls | coordenades | Protecció                                            | Commons (més fotos)                                    | Dades a WD                    |
| ------ | ------------------------------------------ | --- | ------------------------------------------------- | --- | --- | ---------------------------------------------------- | ------------------------------------------------------ | ----------------------------- |
|        | B-20                                       | Barcelona Sant Andreu Horta-Guinardó Gràcia Sarrià - Sant Gervasi les Corts Esplugues de Llobregat l'Hospitalet de Llobregat Cornellà de Llobregat | carretera                                         | Llarg: 26km | 41° 24′ 45″ N, 2° 07′ 44″ E / 41.41239167°N,2.12893056°E                                                         |                                                      | Ronda de Dalt                                          | Modifica les dades a Wikidata |
|        | Can Rosés                                  | Cornellà de Llobregat | colònia industrial                                | Estil: arquitectura eclèctica | 41° 21′ 18″ N, 2° 04′ 35″ E / 41.355061°N,2.076434°E ca:Alps, s/n                                                | bé cultural d'interès local                          | Grup Can Roses                                         | Modifica les dades a Wikidata |
|        | Castell de Cornellà                        | Cornellà de Llobregat | castell                                           | Estil: arquitectura gòtica | 41° 21′ 14″ N, 2° 04′ 18″ E / 41.35393333°N,2.07160556°E ca:Jacint Verdaguer / Menéndez Pelayo / Javimel 26 msnm | bé d'interès cultural bé cultural d'interès nacional | Castell de Cornellà                                    | Modifica les dades a Wikidata |
|        | Cova de la Mare de Déu del Remei           | Cornellà de Llobregat | cova                                              | Profunditat: No/unknown value Anomenat per: Mare de Déu del Remei de Cornellà de Llobregat                                                                 | carrer de Vicenç Llivina                                                                                         |                                                      |                                                        | Modifica les dades a Wikidata |
|        | Estació de Cornellà-Riera                  | Cornellà de Llobregat | estació subterrània de metro                      | 1985 Anomenat per: Riera | 41° 21′ 05″ N, 2° 04′ 15″ E / 41.351525°N,2.0707555555556°E                                                      |                                                      | Cornellà-Riera train station                           | Modifica les dades a Wikidata |
|        | Llobregat                                  | Catalunya província de Barcelona Catalunya Central Àmbit Metropolità de Barcelona                                                                  | riu                                               | Desemboca: mar Mediterrània Llarg: 175km Conca: 4948.3km²                                                                                                  | 42° 16′ 57″ N, 2° 00′ 46″ E / 42.282412°N,2.012826°E 41° 18′ 08″ N, 2° 07′ 55″ E / 41.302248°N,2.131948°E        |                                                      | Llobregat                                              | Modifica les dades a Wikidata |
|        | Palau de Can Mercader                      | Almeda | palau                                             | Arquitecte: Josep Domínguez i Valls Estil: historicisme arquitectònic                                                                                      | 41° 21′ 26″ N, 2° 05′ 07″ E / 41.35734°N,2.08517°E ca:Crtra. de l'Hospitalet                                     | bé cultural d'interès local                          | Can Mercader (Cornellà de Llobregat)                   | Modifica les dades a Wikidata |
|        | Passarel·la de Cornellà                    | Sant Boi de Llobregat Cornellà de Llobregat | pont per a bicicletes i vianants                  | 2006 Travessa: Llobregat Ramal de mercaderies de Can Tunis Línia Barcelona El Port-Sant Boi Hi passa: EuroVelo 8 - Ruta mediterrània Llarg: 495m Llum: 40m | 41° 20′ 44″ N, 2° 04′ 06″ E / 41.345661°N,2.068354°E                                                             |                                                      | Passarel·la de Cornellà                                | Modifica les dades a Wikidata |
|        | RCDE Stadium                               | Cornellà de Llobregat | estadi de futbol                                  | 2009-08-02 | 41° 20′ 52″ N, 2° 04′ 32″ E / 41.347861°N,2.075667°E                                                             |                                                      | Estadi de Cornellà-El Prat                             | Modifica les dades a Wikidata |
|        | Ronda del Litoral                          | Cornellà de Llobregat l'Hospitalet de Llobregat Barcelona Sant Adrià de Besòs Sants-Montjuïc Ciutat Vella Sant Martí Sant Andreu                   | autovia                                           | 1981 Llarg: 20km Anomenat per: zona litoral | 41° 25′ 16″ N, 2° 13′ 20″ E / 41.42111111°N,2.22222222°E                                                         |                                                      | Ronda Litoral                                          | Modifica les dades a Wikidata |
|        | Torre de la Miranda                        | Cornellà de Llobregat | torre                                             | Arquitecte: Jaume Gustà i Bondia Estil: neomudèjar | 41° 21′ 37″ N, 2° 05′ 05″ E / 41.36021111°N,2.08471944°E ca:Av. Salvador Allende, s/n                            | bé cultural d'interès local                          | Torre de la Miranda                                    | Modifica les dades a Wikidata |
|        | Viaducte de Sant Boi de Llobregat          | Sant Boi de Llobregat Cornellà de Llobregat | viaducte d'una línia ferroviària d'alta velocitat | Travessa: Llobregat C-245 Hi passa: LAV Madrid - Saragossa - Barcelona - Frontera Francesa Llarg: 870m Ample: 17m Alt: 12m                                 | 41° 20′ 59″ N, 2° 03′ 14″ E / 41.349754°N,2.054°E Sant Boi de Llobregat                                          |                                                      | Viaducte de Sant Boi de Llobregat                      | Modifica les dades a Wikidata |
|        | World Trade Center Almeda Park             | Cornellà de Llobregat | conjunt d'edificis                                | | 41° 21′ 00″ N, 2° 05′ 06″ E / 41.35°N,2.085°E                                                                    |                                                      |                                                        | Modifica les dades a Wikidata |
|        | Zona de Baixes Emissions Rondes Barcelona  | Barcelona l'Hospitalet de Llobregat Sant Adrià de Besòs Esplugues de Llobregat Cornellà de Llobregat                                               | ubicació geogràfica                               | Superfície: 95km² | |                                                      | Zona de Baixes Emissions Rondes Barcelona              | Modifica les dades a Wikidata |
|        | canal de la Infanta                        | Molins de Rei Sant Feliu de Llobregat Sant Joan Despí Cornellà de Llobregat l'Hospitalet de Llobregat Zona Franca de Barcelona                     | canal                                             | 1819 Llarg: 17.42km Ample: 4m Superfície: 3200ha Profunditat: 1.5m                                                                                         | 41° 24′ 35″ N, 2° 01′ 03″ E / 41.4096°N,2.01744°E                                                                |                                                      | Canal de la Infanta                                    | Modifica les dades a Wikidata |
|        | casa Camprubí                              | Cornellà de Llobregat | habitatge unifamiliar                             | Arquitecte: Josep Maria Jujol i Gibert Estil: modernisme català                                                                                            | 41° 21′ 43″ N, 2° 03′ 41″ E / 41.3619°N,2.06145°E ca:Ctra. de Sant Joan Despí                                    | bé cultural d'interès local                          | Casa Camprubí                                          | Modifica les dades a Wikidata |
|        | casa consistorial de Cornellà de Llobregat | Cornellà de Llobregat | casa consistorial                                 | | 41° 21′ 19″ N, 2° 04′ 13″ E / 41.355189°N,2.070146°E                                                             | bé cultural d'interès local                          | Town hall of Cornellà de Llobregat                     | Modifica les dades a Wikidata |
|        | farmàcia al carrer Rubió i Ors             | Cornellà de Llobregat | oficina de farmàcia                               | Estil: noucentisme 20th century | 41° 21′ 11″ N, 2° 04′ 09″ E / 41.353138°N,2.069205°E ca:C. Rubió i Ors, 128 10 msnm                              | bé integrant del patrimoni cultural català           | Farmàcia al carrer Rubió i Ors (Cornellà de Llobregat) | Modifica les dades a Wikidata |
|        | plaça de Sant Ildefons                     | Cornellà de Llobregat | plaça conjunt urbà                                | | 41° 21′ 45″ N, 2° 05′ 04″ E / 41.36244201660156°N,2.084327936172486°E ca:Plaça de Sant Ildefons                  |                                                      |                                                        | Modifica les dades a Wikidata |